# Pavel Rychetský
Pavel Rychetský, češki politik in sodnik, * 17. avgust 1943.
Med letoma 1996 in 2003 je bil senator, med 15. julijem 2002 in 5. avgustom 2003 je bil minister za pravosodje Češke republike in od 6. avgusta 2003 je predsednik Ustavnega sodišča Češke republike.